# Franciscus Verellen
Franciscus Verellen, né le 10 octobre 1952 à Sydney (Australie), est un historien et sinologue français, spécialiste de la Chine médiévale et du taoïsme.
Membre de l’Institut, il est directeur d’études émérite de l’École française d'Extrême-Orient, Senior research fellow de l’Institut d’études chinoises, université chinoise de Hong Kong, et Membre à vie de Clare Hall, université de Cambridge.

## Biographie
Après ses études doctorales à l’université d'Oxford et à l'École pratique des Hautes Études, Franciscus Verellen enseigne l’histoire des religions chinoises à l’École pratique des Hautes Études puis à l’université de Columbia, New York. En 1991 il intègre l’École française d’Extrême-Orient (EFEO) où il est titulaire de la direction d’études "Histoire du taoïsme" de 2002 à 2021 et dirige successivement les Centres de Taipei (1992-1995) et de Hongkong (2000-2004, 2014-2021). Il est nommé directeur de l'École française d’Extrême-Orient (2004-2014), et exerce diverses fonctions de direction et de conseil en France et en Europe, dont celles de membre du Conseil d’orientation de Campus France et d’expert auprès de la Commission européenne pour le programme « Horizon 2020 ».

## Prix et distinctions
Prix de l’Association des éditeurs nord-américains (2005)
Prix de l’Académie américaine des religions (2007)
Élu membre de l’Académie des Inscriptions et Belles-lettres au fauteuil de Paul Garelli (2008),

## Décorations
- Chevalier de la Légion d'honneur (2009)[9]
- Commandeur de l'ordre des Palmes académiques (2021)
- Médaille du Sahametrei (2018)
- Officier de l’ordre Royal du Cambodge (2007)

## Publications
Les principales publications de Franciscus Verellen portent sur le système de croyances, les traditions textuelles et les pratiques rituelles du taoïsme entre les 2e et 10e siècles. Ses recherches récentes sont consacrées à la chute de l’empire Tang (618-907) et aux réponses religieuses et intellectuelles aux bouleversements de la transition Tang-Song (907-965), au seuil de la première modernité chinoise. 
- Conjurer la destinée : rétribution et délivrance dans le taoïsme médiéval, Paris, Les Belles Lettres, 2021. Edition française d’Imperiled Destinies (trad. Grégoire Espesset)[11],[12].

- Imperiled Destinies: The Daoist Quest for Deliverance in Medieval China, Cambridge (Massachusetts), Harvard University Asia Center / Harvard University Press, 2019[13].
- « L'ouverture du chenal de la Puissance céleste sous la Chine des Tang : artifice magique ou poudre noire? », Bulletin de l'École française d'Extrême-Orient, 105, 2019, p. 229-253.
- Daoist Lives (dir., avec Vincent Goossaert), 2 volumes, « Narrative and Practice », Daoism: Religion, History and Society, vol. 8, et « Community and Place », Cahiers d’Extrême-Asie, vol. 25, 2016[14].
- Prince Gao’s Occupation of Annan and the Rise of Regional Autonomy under the Late Tang, Jao Tsung-I Lecture in Chinese Culture no. 4, Hongkong, université de Hongkong, 2015.
- Buddhism, Daoism, and Chinese Religion (dir., avec Stephen F. Teiser), Cahiers d’Extrême-Asie, vol. 20, 2011[15].
- Daoism : Religion, History and Society 道教研究學報, revue bilingue annuelle, Hongkong, Chinese University Press, 2009- (cofondateur et codirecteur).
- The Taoist Canon : A Historical Companion to the Daozang (dir., avec Kristofer Schipper), 3 volumes, Chicago, University of Chicago Press, 2004[16].
- Culte des sites et culte des saints en Chine (dir.), Cahiers d’Extrême-Asie, vol. 10, 1998[17].
- Die Mythologie des Taoismus, in Wörterbuch der Mythologie (E. Schmalzriedt et H.W. Haussig, dir.), Série 6, p. 739-863, Stuttgart, Klett-Cotta Verlag, 1994.

- Du Guangting (850-933) : taoïste de cour à la fin de la Chine médiévale, Paris, Collège de France, 1989.